# Claudia Bobocea
Claudia Mihaela Bobocea (ur. 11 czerwca 1992 w Bukareszcie) – rumuńska lekkoatletka specjalizująca się w biegach średniodystansowych, uczestniczka igrzysk olimpijskich w Rio de Janeiro oraz w Tokio. Zdobyła srebrny medal w biegu na 1500 metrów na halowych mistrzostwach Europy w Stambule.

## Życiorys

### Wykształcenie
Ukończyła studia na Wydziale Wychowania Fizycznego i Sportu Uniwersytetu „Owidiusza” w Konstancy. Jej trenerem jest  Anghel Valentin.

### Igrzyska olimpijskie
Wzięła udział w biegu na 800 metrów na igrzyskach olimpijskich w 2016 roku. W eliminacjach uzyskała wynik 2:03,75, zajmując 6. miejsce. Rezultat ten nie dał jej awansu do kolejnej rundy zmagań. W Tokio w 2020 roku zajęła 11. miejsce w swojej grupie eliminacyjnej i z czasem 4:09,19 odpadła z dalszej rywalizacji.

## Rekordy życiowe
- bieg na 800 metrów (stadion) – 2:00,54 (2023)
- bieg na 800 metrów (hala) – 2:04,58 (2016)
- bieg na 1500 metrów (stadion) – 4:01,10 (2022)
- bieg na 1500 metrów (hala) – 4:03,76 (2023)